# 벽동군
벽동군(碧潼郡)은 평안북도 최북단에 있는 군이다.

## 위치 및 지형
서북쪽의 압록강을 경계로 중국과의 국경 지대에 위치한다. 남서쪽은 창성군, 동남쪽은 동창군이며 동쪽으로 자강도와 접해 있다.
군 면적의 대부분을 산지가 차지한다. 창성군과의 경계를 이루는 피난덕산맥 등 산맥으로 둘러싸여 있다. 최고봉은 해발 1,159미터의 단풍덕산이다.
압록강 지류인 동천, 남천, 송계천 등이 있고, 하천 유역을 따라 좁은 경작 지대가 형성된다.

## 기후와 산업
연평균 기온은 섭씨 7.1도로, 1월 평균 기온은 영하 12.5도, 8월 평균 기온은 23도이다. 기후는 건조한 편이다.
경작지는 전체 면적의 7퍼센트 뿐이고, 삼림 지대가 많아 벌목업이 성행한다. 압록강 지류를 내륙 수운으로 이용하여 통나무를 운반한다.
농업은 산지가 많고 여름이 짧으며 우량이 적으므로 밭농사 위주의 화전농을 겸하며, 조, 옥수수, 감자, 귀리, 콩, 고구마, 고추, 홉을 키우는 밭농사가 일부 이루어지고, 양 등 가축도 기른다.

## 역사와 명승
고구려 창업지의 일부였으나 오랫동안 여진족이 살았다. 공민왕 6년(1357) 고려의 영토가 되고 음동(陰潼)으로 하였다가 태종 3년(1403) 벽동군으로 고쳤다. 관내 7면(벽동·영시·오북·별가·권회·성남·송서)으로 이루어져 있었다.
1945년 8월 시점에 평안북도 벽동군은 벽동면·대평면·오북면·우시면·가별면·관회면·성남면·송서면의 8면으로 구성되어 있었다.
1952년 12월, 북한의 행정구역 개편과 함께 관회면·성남면·송서면·벽동면으로 이루어진 벽동군이 재편되었다(1읍 20리). 동부에 있는 우시면·가별면·대평면·오북면은 우시군으로서 분할되었다.
명승고적으로는 구봉산(九峰山)·삼일산(三日山)·실호령(失號嶺)·벽단진(碧團鎭)·오사헌(五事軒)·탄진정(彈珍亭) 등이 있다.

## 행정 구역
현재 벽동군에는 1읍(벽동읍(碧潼邑))과 19리(동주리(東主里), 대동리(大洞里), 영풍리(永豊里), 남서리(南西里), 마전리(麻田里), 동하리(東下里), 사창리(社倉里), 룡평리(龍坪里), 권창리(鸛倉里), 대풍리(大豊里), 남하리(南下里), 남중리(南中里), 성하리(城下里), 성상리(城上里), 송이리(松二里), 송삼리(松三里), 송사리(松四里), 송련리(松連里), 권상리(鸛上里))가 있다.

## 같이 보기
- 조선민주주의인민공화국의 지리
- 조선민주주의인민공화국의 행정 구역